# Pyxicephalus obbianus
A rã-touro-de-calabresi (Pyxicephalus obbianus) é uma espécie de anfíbio anuro pixicefalídeo endêmico das regiões central e nordeste da Somália. É muito semelhante ao Pyxicephalus adspersus, porém podem ser distintos pelo tamanho e pela localização do tímpano, desde que tenham mais de 9 cm de comprimento - em P. obbianus, o tímpano é maior que o olho e fica muito próximo a ele, enquanto em P. adspersus, por outro lado, o tímpano é menor que o olho e é separado dele por uma distância maior que o próprio tímpano.
Os espécimes adultos de P. obbianus geralmente também parecem não ter a listra ao longo da coluna vertebral encontrada na maioria dos P. adspersus. No entanto, isso não pode ser usado como um meio definido de identificação.
Esta especie incomum acasala em lagoas temporárias. Pouco se sabe acerca deste anuro. É sabido que vive em savanas secas e savanas-estépicas.
Ameaças significativas a ela são improváveis, embora o pastoreio de gado, e talvez o fogo e as secas, possam atrapalha o êxito da espécie.